# 日産グリーンショップ
日産グリーンショップ（NISSAN GREEN SHOP）とは、ISO14001に準じた日産自動車独自の環境マネジメントシステムである。
日産グリーンショップに認定された販売会社では、環境の担当・統括責任者が配置され、使用済み自動車や廃棄物の適正処理及び環境設備管理、PR等が行われている。
また、日本における日産グリーンショップ活動を参考に、販売会社での環境活動を促進する仕組みをグローバルに広めていくことも検討していて、海外の日産担当者に対しグリーンショップ制度の説明会を実施するなどの情報共有を行っている。

## 審査
日産グリーンショップ認定制度は、環境マネジメントを定着させ、活動を維持向上させるために、約60名の日産の審査員による1年毎の定期審査、3年毎の認定更新審査を実施している。
また、販売会社による自社内部審査（半年毎）も並行して行われる。 

## 沿革
- 2000年4月-「日産グリーンショップ」認定制度を導入開始。
- 2002年3月-日本国内の全日産自動車販売会社の認定が完了。
- 2003年-審査に従来の○×方式に加え点数制を導入。
- 2005年-すべての日産自動車販売会社及び店舗（197社、約3,400店）が再認定。